# 프로젝트 주피터
프로젝트 주피터(영어: Project Jupyter, i/ˈdʒuːpɪtər/)는 "오픈 소스 소프트웨어, 개방형 표준, 그리고 여러 개의 프로그래밍 언어에 걸쳐 인터랙티브 컴퓨팅을 위한 서비스 개발"을 위해 설립된 비영리 단체이다. 2014년에 페르난도 페레즈에 의해 IPython으로부터 파생된 프로젝트 주피터는 여러 개의 언어를 통한 실행 환경을 지원한다. 프로젝트 주피터의 이름은 주피터가 지원하는 세 개의 핵심 언어인 Julia, 파이썬 그리고 R에서 유래했으며, 목성의 위성의 발견이 기록된 갈릴레오 갈릴레이의 공책에 대한 존경의 의미도 갖는다. 프로젝트 주피터는 인터랙티브 컴퓨팅 제품인 주피터 노트북, 주피터허브, 그리고 주피터 노트북의 차세대 버전인 주피터랩을 개발하고 지원해왔다.

## 철학
프로젝트 주피터의 운영 철학은 오픈 소스 소프트웨어의 개발을 통해 모든 프로그래밍 언어에 걸쳐 인터랙티브 데이터 과학과 사이언티픽 컴퓨팅을 지원하는 것이다. 프로젝트 주피터 웹사이트에 따르면, "주피터는 항상 100% 오픈 소스 소프트웨어로, 모든 사람들이 자유롭게 사용할 수 있으며 완화된 BSD 라이센스의 조건에 따라 출시될 것이다."

## 같이 보기
- GNU 옥타브
- IPython
- RStudio
- SageMath
- Scilab
- Spyder
- 매스매티카
- 바인더 프로젝트와 BinderHub
- 노트북 인터페이스(영어판)